# 11121 Malpighi
11121 Malpighi è un asteroide della fascia principale. Scoperto nel 1996, presenta un'orbita caratterizzata da un semiasse maggiore pari a 2,2052444 UA e da un'eccentricità di 0,1490387, inclinata di 3,44024° rispetto all'eclittica.
L'asteroide è dedicato al  medico e anatomista italiano Marcello Malpighi.